# 1936 في تركيا
فيما يلي قوائم الأحداث التي وقعت خلال عام 1936 في تركيا.

## كتب
من الكتب التي صدرت هذه السنة في تركيا:
- 1 يناير – براد الشاي من تأليف سعيد فائق عباسي.

## مواليد

### فبراير
- 2 فبراير – ميتن أوكتاي لاعب كرة قدم تركي.
- 10 فبراير – عايشه نانا
- 24 فبراير – فريد إدجو كاتب سيناريو تركي.

### أبريل
- 15 أبريل – آيدين دوغان رجل أعمال تركي.

### سبتمبر
- 9 سبتمبر – إسحاق بن شوهام

## وفيات

### يوليو
- 9 يوليو – أغاسي خانجيان (مواليد 1901) سياسي أرميني.
- 13 يوليو – فاطمة توبوز (مواليد 1862) كاتبة تركية.

### أكتوبر
- 8 أكتوبر – أحمد توفيق باشا (مواليد 1845)

### نوفمبر
- 27 نوفمبر – باسل زاهروف (مواليد 1849)

### ديسمبر
- 27 ديسمبر – محمد عاكف آرصوي (مواليد 1873)